# Chili (Euböa)
Chili ist eine Küstensiedlung in der Gemeinde Kymi-Aliveri in der Region Euböa. Laut der Volkszählung von 2011 hat sie 87 Einwohner.

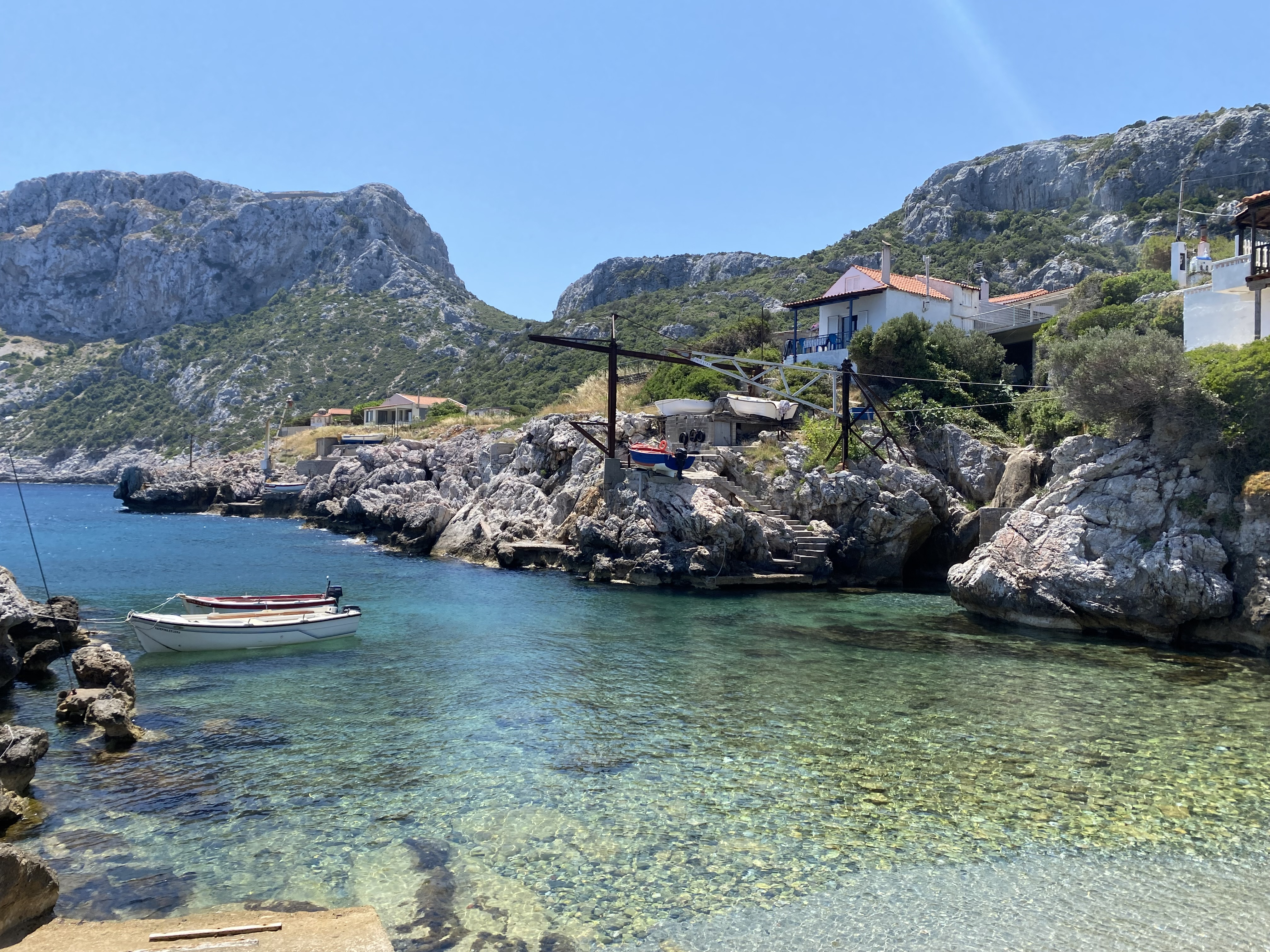
Chili, Euböa

Die Fläche von Chili beträgt ca. 2.824.769,33 m² und wird zu 100 % als religiöse Stätte genutzt. Das Grundstück gehört dem Kloster Sotiros und die Daten stammen aus dem Grundbuch (KAEK 120930404001, Katasterkarte).